# Nocny express
Nocny express – pierwszy singel polskiej piosenkarki Lanberry z jej czwartego albumu studyjnego, zatytułowanego Obecna. Singel został wydany 21 stycznia 2022.
Kompozycja znalazła się na 17. miejscu listy AirPlay – Top, najczęściej odtwarzanych utworów w polskich rozgłośniach radiowych.

## Geneza utworu i historia wydania
Utwór napisali i skomponowali Małgorzata Uściłowska, Dominic Buczkowski-Wojtaszek i Patryk Kumór. Piosenkarka o singlu:

Tak jak często w mojej twórczości, to opowieść o relacjach. Bohaterka na początku piosenki ma w sobie dużo goryczy i żalu, że związek, w którym była, po prostu nie wypalił. I choć szkoda jej tej relacji, wie że jest już za późno na jakiekolwiek powroty – »to nie ten adres i nie ten czas«. W drugiej zwrotce wraca do siebie, do »tu i teraz« – jak widać, może i potrafi się ogarnąć. Nie czeka już na bal, bawi ją ten świat – parafrazując słowa piosenki. Pytanie jednak, na jak długo wytrzyma w tym postanowieniu.

Singel ukazał się w formacie digital download 21 stycznia 2022 w Polsce za pośrednictwem wytwórni płytowej Agora. Piosenka została umieszczona na czwartym albumie studyjnym Lanberry – Obecna.
12 lutego 2022 utwór został zaprezentowany telewidzom stacji TVN w programie Dzień dobry TVN.

## „Nocny express” w stacjach radiowych
Nagranie było notowane na 17. miejscu w zestawieniu AirPlay – Top, najczęściej odtwarzanych utworów w polskich rozgłośniach radiowych.

## Teledysk
Do utworu powstał teledysk w reżyserii Michała Mazurka, który udostępniono w dniu premiery singla za pośrednictwem serwisu YouTube.
18 marca 2022 opublikowano wideo do akustycznej wersji singla, który został zmontowany przez samą piosenkarkę.

## Lista utworów
- Digital download[3]

1. „Nocny express” – 2:36

- Digital download – Piano Version[8]

1. „Nocny express” (Piano Version) – 2:48

## Notowania

### Pozycje na listach airplay
| Kraj   | Lista (2022)      | Najwyższa pozycja |
| ------ | ----------------- | ----------------- |
| Polska | AirPlay – Top     | 17                |
| Polska | AirPlay – Nowości | 1                 |